# Les Hay Babies
Pour les articles homonymes, voir Babies.
Les Hay Babies est un trio d’auteures-compositrices-interprètes de musique indie folk et country folk originaire de la province du Nouveau-Brunswick, au Canada.

## Biographie
Le groupe est composé de trois jeunes femmes : Julie Aubé au banjo, Katrine Noël au ukulélé et Vivianne Roy à la guitare.
Le groupe a donné des spectacles dans les Maritimes, au Québec, en France, en Suisse, en Allemagne et en Belgique,.
Les artistes sont toutes trois lauréates du concours Accros de la chanson, organisé par la Fédération des jeunes francophones du Nouveau-Brunswick en 2009 et 2010.
En 2011, le groupe prend officiellement forme. Elles assurent alors la première partie du groupe Radio Radio au bar Le Coude de l'Université de Moncton.
Le groupe produit, en juillet 2012, un mini-album intitulé Folio EP,. Ce disque bilingue comporte six titres originaux aux sonorités indie-folk, quatre chansons en français et deux en anglais. Certaines chansons sont de l’une ou l’autre des compositrices, certaines ont été écrites en trio.
En mai 2013, Les Hay Babies remportent la 17e édition du concours musical annuel québécois des Francouvertes,,.
En octobre 2013, elles remportent six prix, dont celui de la chanson SOCAN de l’année pour la piste «Obsédée», lors du gala de remise de Prix Music/Musique NB.
En avril 2014, le groupe lance son premier album complet, Mon Homesick Heart, sous l'étiquette montréalaise Simone Records.

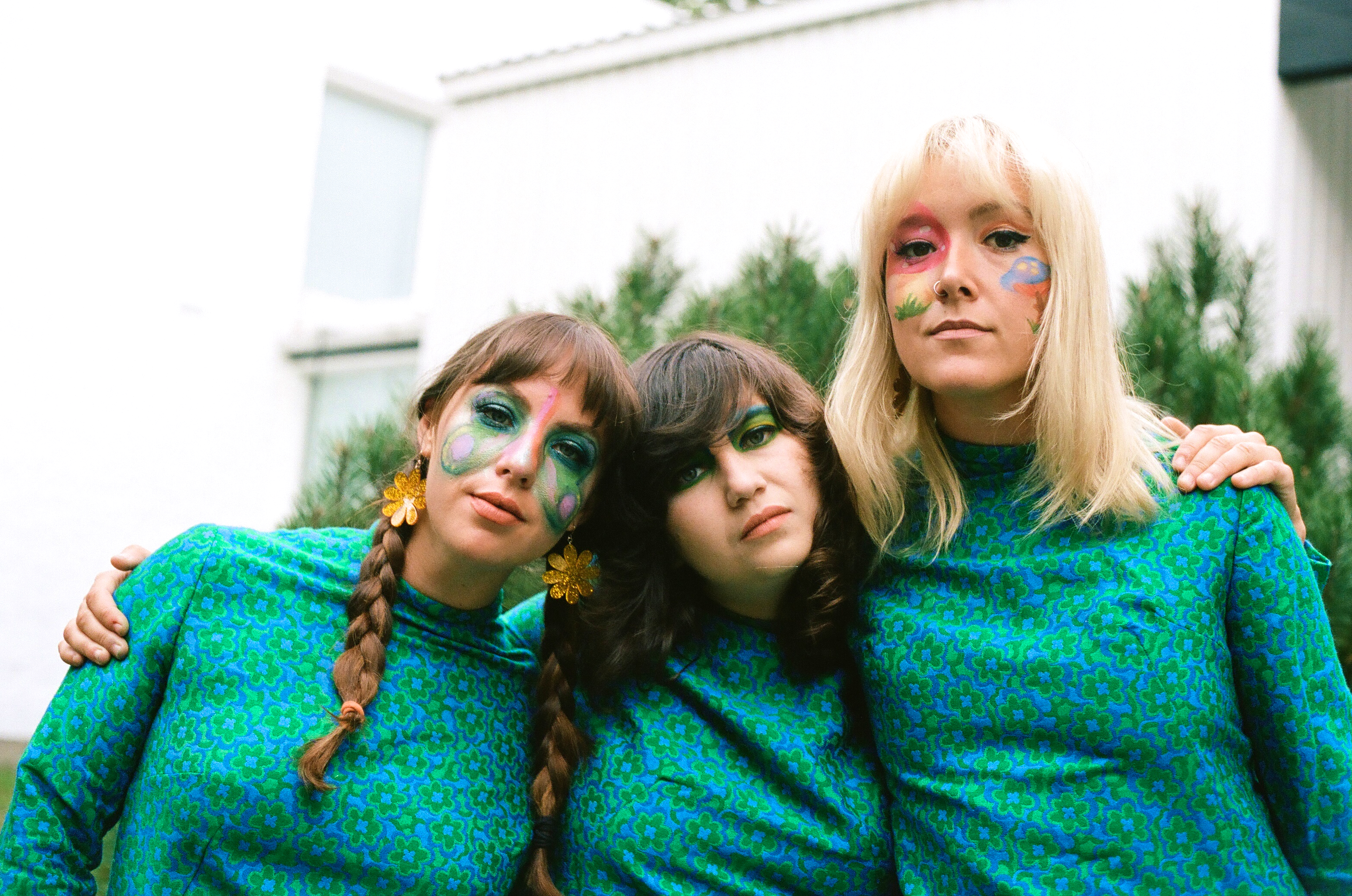
Photographie d'Étienne Barry

En octobre 2016, elles lancent un 2e album, La 4ième dimension (version longue).
En février 2020, elles lancent leur 3e album, Boîte aux lettres, qui raconte l’histoire de Jackie, une acadienne venue à Montréal se libérer dans la tumultueuse 2e moitié des années 1960 avant de partir pour la Californie, où on a perdu sa trace. L’histoire est reconstituée à partir de lettres que Jackie a écrites à sa mère et que Les Hay Babies ont retrouvées dans une boîte de vêtements vintage au Nouveau Brunswick.
En 2023, elles travaillent à la préparation d'un nouvel album en faisant, notamment, une retraite créative en Louisiane pour y puiser de l'inspiration,. La même année, elles sont aussi les porte-paroles de la 20e édition du concours Accros de la chanson, concours qu'elles ont remporté plus de dix ans auparavant. 
En octobre 2024, le groupe lance son 4e album, Tintamarre.
Les membres des Hay Babies font également de la musique en dehors de la formation. Julie Aubé mène une carrière en solo depuis 2017, faisant paraitre deux albums,,. Vivianne Roy fait également paraitre de la musique sous le pseudonyme de Laura Sauvage. Katrine Noël prête sa voix et sa guitare sur plusieurs albums, dont Patsy de Thomé Young (Pascal Lejeune) et Not so Pretty d’Ally Evenson, entre autres. Elle signe également la composition et la réalisation pour divers groupes, notamment la formation BAIE.  

## Distinctions

### Prix
- 2021 Enregistrement de l'année - Groupe - East Coast Music Award[26]
- 2021 Enregistrement francophone de l'année - East Coast Music Award[26]
- 2020 Enregistrement de l'année (Boîte aux lettres) - Prix MNB[27]
- 2020 Enregistrement de groupe de l’année - Prix MNB[27]
- 2020 Choix du public - Prix MNB[27]

### Nominations
- 2020 Album de l’année - choix de la critique (Boîte aux lettres) - Gala de l'ADISQ[28]
- 2020 Album de l’année - Folk (Boîte aux lettres) - Gala de l'ADISQ[28]
- 2017 Album de l'année - Alternatif (La 4e dimension) - Gala de l'ADISQ[29]
- 2014 Album de l'année - Folk (Mon Homesick Heart) - Gala de l'ADISQ[30]
- 2014 Révélation de l'année - Gala de l'ADISQ[30]